# Championnat d'Allemagne féminin de football 2003-2004
Navigation
Édition précédente Édition suivante
La Frauen-Bundesliga 2003-2004 est la 31e édition du Championnat d'Allemagne féminin de football.
Le premier niveau du championnat féminin oppose douze clubs allemands en une série de vingt-deux rencontres jouées durant la saison de football. La compétition débute le 17 août 2003 et s'achève le 13 juin 2004.
La première place du championnat est qualificative pour la Coupe féminine de l'UEFA alors que les deux dernières places sont synonymes de relégation en Regionalliga.
Lors de l'exercice précédent, le Hambourg SV et le FC Sarrebruck ont gagné le droit d'évoluer dans cette compétition après avoir fini aux deux premières places de la phase finale de Regionalliga.
Le FFC Francfort, champion en 2003, est quant à lui, le seul représentant allemand en Coupe féminine de l'UEFA 2003-2004.
À l'issue de la saison, le FFC Turbine Potsdam décroche le premier titre de champion d'Allemagne de son histoire. Dans le bas du classement, le FFC Brauweiler Pulheim et le FC Sarrebruck, sont relégués.
| \| SC Bad Neuenahr Bayern Munich FFC Brauweiler Pulheim FCR Duisbourg FFC Francfort FSV Francfort SC Fribourg Hambourg SV FFC Heike Rheine FC Sarrebruck FFC Turbine Potsdam VfL Wolfsbourg \| Localisation des clubs engagés dans le championnat. |
| SC Bad Neuenahr Bayern Munich FFC Brauweiler Pulheim FCR Duisbourg FFC Francfort FSV Francfort SC Fribourg Hambourg SV FFC Heike Rheine FC Sarrebruck FFC Turbine Potsdam VfL Wolfsbourg                                                           |

## Participants
Ce tableau présente les douze équipes qualifiées pour disputer le championnat 2003-2004. On y trouve le nom des clubs, la date de création du club, l'année de la dernière montée au sein de l'élite, leur classement de la saison précédente, le nom des stades ainsi que la capacité de ces derniers.
Légende des couleurs
- Qualifié pour la phase de groupes de la Coupe féminine de l'UEFA 2003-2004.
- Promu de Regionalliga.

| Nom du club            | Date de création | Dernière montée | Cls 2003 | Stade                      | Capacité | Nb T. |
| ---------------------- | ---------------- | --------------- | -------- | -------------------------- | -------- | ----- |
| FFC Francfort          | 1973             | 1990            | 1        | Stadion am Brentanobad     | 5 200    | 4     |
| FFC Turbine Potsdam    | 1971             | 1994            | 2        | Karl-Liebknecht-Stadion    | 10 499   | /     |
| FCR Duisbourg          | 1977             | 1993            | 3        | PCC-Stadion                | 3 000    | 1     |
| FFC Heike Rheine       | 1986             | 2000            | 4        | Jahnstadion                | 4 009    | /     |
| Bayern Munich          | 1970             | 2000            | 5        | Sportpark Aschheim         | 3 000    | 1     |
| FFC Brauweiler Pulheim | 1974             | 1991            | 6        | Stade inconnu              | -        | 1     |
| FSV Francfort          | 1970             | 1990            | 7        | Stadion am Bornheimer Hang | 12 500   | 3     |
| SC Fribourg            | 1975             | 2001            | 8        | Möslestadion               | 18 000   | /     |
| VfL Wolfsbourg         | 1973             | 1998            | 9        | VfL-Stadion am Elsterweg   | 17 600   | /     |
| SC Bad Neuenahr        | 1907             | 1997            | 10       | Apollinarisstadion         | 4 580    | 1     |
| Hambourg SV            | 1970             | 2003            | Reg.     | Wolfgang-Meyer-Sportanlage | 2 018    | /     |
| FC Sarrebruck          | 1990             | 2003            | Reg.     | Stadion Kieselhumes        | 6 000    | /     |

## Compétition

### Classement
Le classement est calculé avec le barème de points suivant : une victoire vaut trois points, le match nul un et la défaite zéro.
Les critères utilisés pour départager en cas d'égalité au classement sont les suivants :
1. différence entre les buts marqués et les buts concédés sur la totalité des matchs joués dans le championnat ;
2. plus grand nombre de buts marqués sur la totalité des matchs joués dans le championnat.

| Rang | Équipe                 | Pts | J  | G  | N | P  | Bp | Bc  | Diff |
| ---- | ---------------------- | --- | -- | -- | - | -- | -- | --- | ---- |
| 1    | FFC Turbine Potsdam    | 61  | 22 | 20 | 1 | 1  | 96 | 17  | +79  |
| 2    | FFC Francfort T C      | 57  | 22 | 18 | 3 | 1  | 68 | 19  | +49  |
| 3    | FFC Heike Rheine       | 43  | 22 | 13 | 4 | 5  | 64 | 37  | +27  |
| 4    | FCR Duisbourg          | 35  | 22 | 11 | 2 | 9  | 57 | 38  | +19  |
| 5    | Bayern Munich          | 34  | 22 | 10 | 4 | 8  | 53 | 36  | +17  |
| 6    | Hambourg SV P          | 34  | 22 | 10 | 4 | 8  | 47 | 34  | +13  |
| 7    | SC Bad Neuenahr        | 28  | 22 | 8  | 4 | 10 | 40 | 48  | -8   |
| 8    | VfL Wolfsbourg         | 27  | 22 | 8  | 3 | 11 | 35 | 55  | -20  |
| 9    | FSV Francfort          | 21  | 22 | 6  | 3 | 13 | 29 | 53  | -24  |
| 10   | SC Fribourg            | 20  | 22 | 5  | 5 | 12 | 34 | 51  | -17  |
| 11   | FFC Brauweiler Pulheim | 15  | 22 | 3  | 6 | 13 | 30 | 57  | -27  |
| 12   | FC Sarrebruck P        | 1   | 22 | 0  | 1 | 21 | 7  | 115 | -108 |

| Légende : | Légende : |
| --------- | --- |
|           | Qualifié pour la Coupe féminine de l'UEFA 2004-2005 (Seconde phase de groupes). |
|           | Relégué en Regionalliga. |
|           | T Tenant du titre. P Promu de Regionalliga. C Vainqueur de la DFB-Pokal Frauen 2003-2004. Pts points ; G victoires ; N matchs nuls ; P défaites Bp buts marqués ; Bc buts encaissés ; Diff différence de buts |

### Résultats
| Résultats (▼dom., ►ext.)                                   | Bad | ByM | Bra | Dui | Fra  | Fra | Fri | Ham | Hei | Sar | Tur | Wol |
| SC Bad Neuenahr                                            |     | 1-2 | 1-1 | 1-3 | 0-0  | 1-0 | 2-1 | 2-0 | 0-3 | 7-0 | 0-8 | 5-0 |
| Bayern Munich                                              | 1-4 |     | 1-1 | 3-0 | 1-1  | 2-3 | 2-3 | 1-3 | 4-0 | 3-0 | 1-8 | 2-0 |
| FFC Brauweiler Pulheim                                     | 1-1 | 0-6 |     | 2-3 | 1-3  | 1-3 | 1-0 | 2-2 | 1-5 | 4-0 | 0-3 | 0-2 |
| FCR Duisbourg                                              | 4-1 | 2-3 | 3-1 |     | 2-4  | 2-2 | 5-2 | 3-2 | 1-2 | 8-0 | 0-3 | 1-1 |
| FFC Francfort                                              | 4-1 | 1-0 | 6-1 | 2-0 |      | 2-0 | 3-1 | 3-0 | 3-2 | 5-0 | 2-7 | 3-0 |
| FSV Francfort                                              | 2-2 | 0-6 | 0-0 | 3-2 | 0-3  |     | 1-3 | 0-1 | 0-3 | 2-1 | 1-5 | 1-4 |
| SC Fribourg                                                | 3-0 | 2-4 | 1-1 | 1-3 | 2-2  | 0-2 |     | 1-5 | 2-2 | 1-1 | 1-6 | 0-1 |
| Hambourg SV                                                | 2-0 | 1-1 | 5-0 | 0-3 | 1-3  | 2-0 | 3-1 |     | 0-2 | 3-0 | 0-2 | 2-2 |
| FFC Heike Rheine                                           | 7-0 | 3-1 | 6-5 | 1-4 | 0-1  | 3-1 | 1-1 | 2-2 |     | 5-0 | 3-3 | 3-1 |
| FC Sarrebruck                                              | 0-7 | 0-7 | 1-7 | 0-7 | 0-11 | 1-6 | 0-4 | 1-6 | 2-6 |     | 0-1 | 0-4 |
| FFC Turbine Potsdam                                        | 3-2 | 2-1 | 1-0 | 3-1 | 0-3  | 6-0 | 6-0 | 3-0 | 4-1 | 7-0 |     | 9-1 |
| VfL Wolfsbourg                                             | 1-2 | 1-1 | 4-0 | 1-0 | 0-3  | 3-2 | 0-4 | 2-7 | 1-4 | 4-0 | 0-6 |     |
| - Victoire à domicile - Match nul - Victoire à l'extérieur |     |     |     |     |      |     |     |     |     |     |     |     |

## Bilan de la saison
| Championnat d'Allemagne féminin de football 2003-2004 |                                 |
| Champion                                              | FFC Turbine Potsdam (1er titre) |
| Dauphin                                               | FFC Francfort                   |
| Coupes et trophées                                    |                                 |
| Vainqueur DFB-Pokal Frauen 2003-2004                  | FFC Francfort                   |
| Qualifications continentales                          |                                 |
| Coupe féminine de l'UEFA 2004-2005                    | FFC Turbine Potsdam             |
| Promotions et relégations                             |                                 |
| Promus en Frauen-Bundesliga                           | TSV Crailsheim                  |
| Promus en Frauen-Bundesliga                           | SG Essen-Schönebeck             |
| Relégués en Regionalliga                              | FFC Brauweiler Pulheim          |
| Relégués en Regionalliga                              | FC Sarrebruck                   |

## Statistiques
| Cls | Joueuse            | Club                | Buts |
| --- | ------------------ | ------------------- | ---- |
| 1   | Kerstin Garefrekes | FFC Heike Rheine    | 26   |
| 2   | Birgit Prinz       | FFC Francfort       | 19   |
| 3   | Conny Pohlers      | FFC Turbine Potsdam | 18   |
| 4   | Tanja Vreden       | Hambourg SV         | 17   |
| 5   | Nina Aigner        | Bayern Munich       | 16   |
| 5   | Martina Müller     | SC Bad Neuenahr     | 16   |
| 5   | Claudia Müller     | VfL Wolfsbourg      | 16   |
| 8   | Petra Wimbersky    | FFC Turbine Potsdam | 15   |
| 8   | Anja Mittag        | FFC Turbine Potsdam | 15   |
| 10  | Kathrin Patzke     | Hambourg SV         | 14   |